# Господар всія Русі
Раніше — споконвічний господар всіє Руської землі та король Русі — домен, або титул, який використовували Великі князі Київські та Галицькіо-Волинські з старшої гілки роду Мономаховичів - Романовичі, який як спадок був добавлений до титулу Великий князь Литовський, Руський, Жемайтійський та інших , а потім до титулатури королів польських. Господар всія Русі (пізніше — государ всія Русі) — титул , який використовував Великі князі Московські. Господар всієї Русі був главою Московії з часів Івана III. Надалі титул використовувався московськими царями та визнавався сусідами лише в рамках Московії. Споконвічні руські землі визнавались за володіння правонаступниками Русі — Великими князями литовськими та руськими, а згодом за королями польськими.

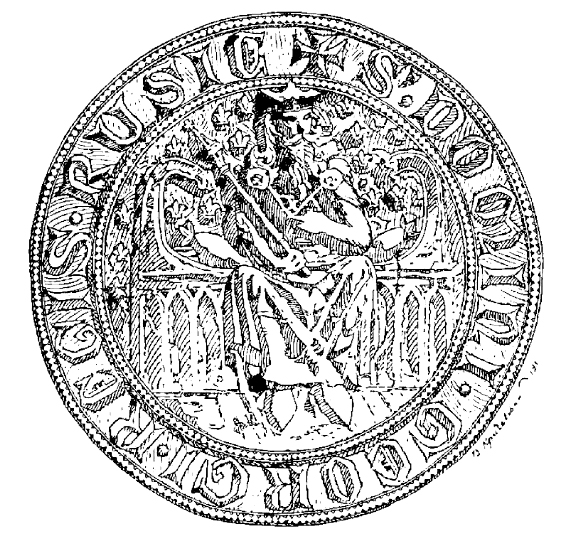
Прорис печатки Юрія І

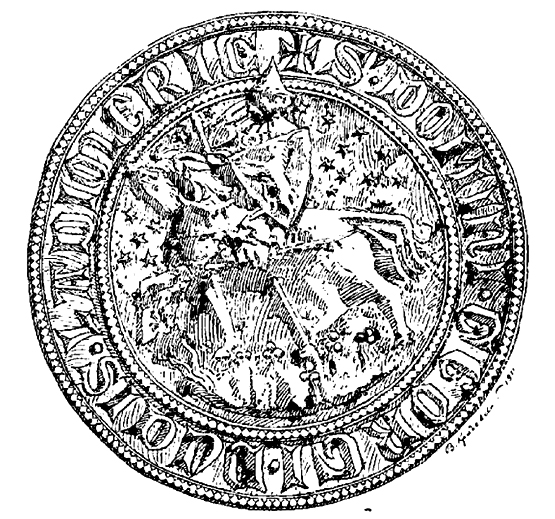
Прорис печатки Юрія І

Печатка короля Русі Юрія I містить напис — «S[igillum] Domini Georgi Regis Rusie» — Печатка господаря Георгія-Юрія, короля Русі; на звороті: «S[igillum] Domini Georgi Ducis Ladimerie» — Печатка господаря Георгія-Юрія, короля (Во)лодимирії.

## Походження титулу

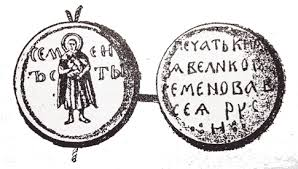

Приставку «всія Русі» мали київські митрополити, що цим підкреслювали свою церковну владу над вірними православної церкви: «Митрополит Київський і всієї Русі». Подібну приставку, що містила претензію на верховну світську владу в межах усієї Русі додавалася до титулатури київських князів, а згодом тих володарів, які претендували на загальноруський вплив.
Слово «господар» — спадщина праслов'янської мови. Як титул глави держави воно вперше засвідчено в руській канцелярії Казимира III — «господар руської землі» — після захоплення ним частини Королівства Руського (Війна за галицько-волинську спадщину). Потім у титулах Владислава Опольчика — «руської землі господар», Ягайло — «король польський, литовський, руський, інших земель господар».

## Поява титулу на Заліссі
З перенесенням резиденції (церковнослов'янською — "седалища") київського митрополита ближче до столиці Орди — Владимира над Клязьмою, титул «всія Русі» переїхав з ними, підкреслюючи його повноваження на всю Київську митрополію. Під впливом митрополичого титулу, владимирські князі, які перетендували на лідерство у Заліссі, теж стали іменуватися князями «всієї Русі». Згодом, в документах, які не мали міжнародного відношення так періодично себе називали деякі заліські князі, які володіли титулом "Великого князя владимирського": тверський князь Михайло Ярославович (принаймні так звертався до нього в офіційному листі константинопольський патріарх Ніфонт I), московські князі Іван Калита, Симеон Гордий, Василь Дмитрович. У московський період титул «усієї Русі» спочатку символізував не претензії на поєднання всіх колишніх земель руської держави (Київської Русі), а претензії на піднесення над іншими місцевими князями в підвладних Золотій Орді князівствах. У політичній сфері цей титул вперше використаний у зв'язку з претензією на Великий Новгород, який формально підпорядковувся Владимирським князям. У відносинах з боярською республікою московські князі спиралися на розширене тлумачення своєї влади, як «великого княжіння Владимирського і всієї Русі». Тенденція ж відносити сюди і землі, що належать Великому князівству Литовському, простежується не раніше 1480-90-х років, за часів Івана III, що було пов'язано з загостренням протиріч між державами, коли в суперечках з Литвою московські князі стали спиратися на ідею «всієї Русі» як родової вотчини Рюриковичів. Великі князі Литовські та королі Польські, які володіли цим великокнязівським та королівським доменом "Русь" у відповідності до спадкового права, не визнавали цю приставку до титулу за московськими монархами.

## Носії титулу
За литовсько-польським прикладом господарями (володарями) також називали себе деякі князі Залісся (наприклад, князі великого князівства Тверського) та Новгородська республіка («Господар Великий Новгород»).

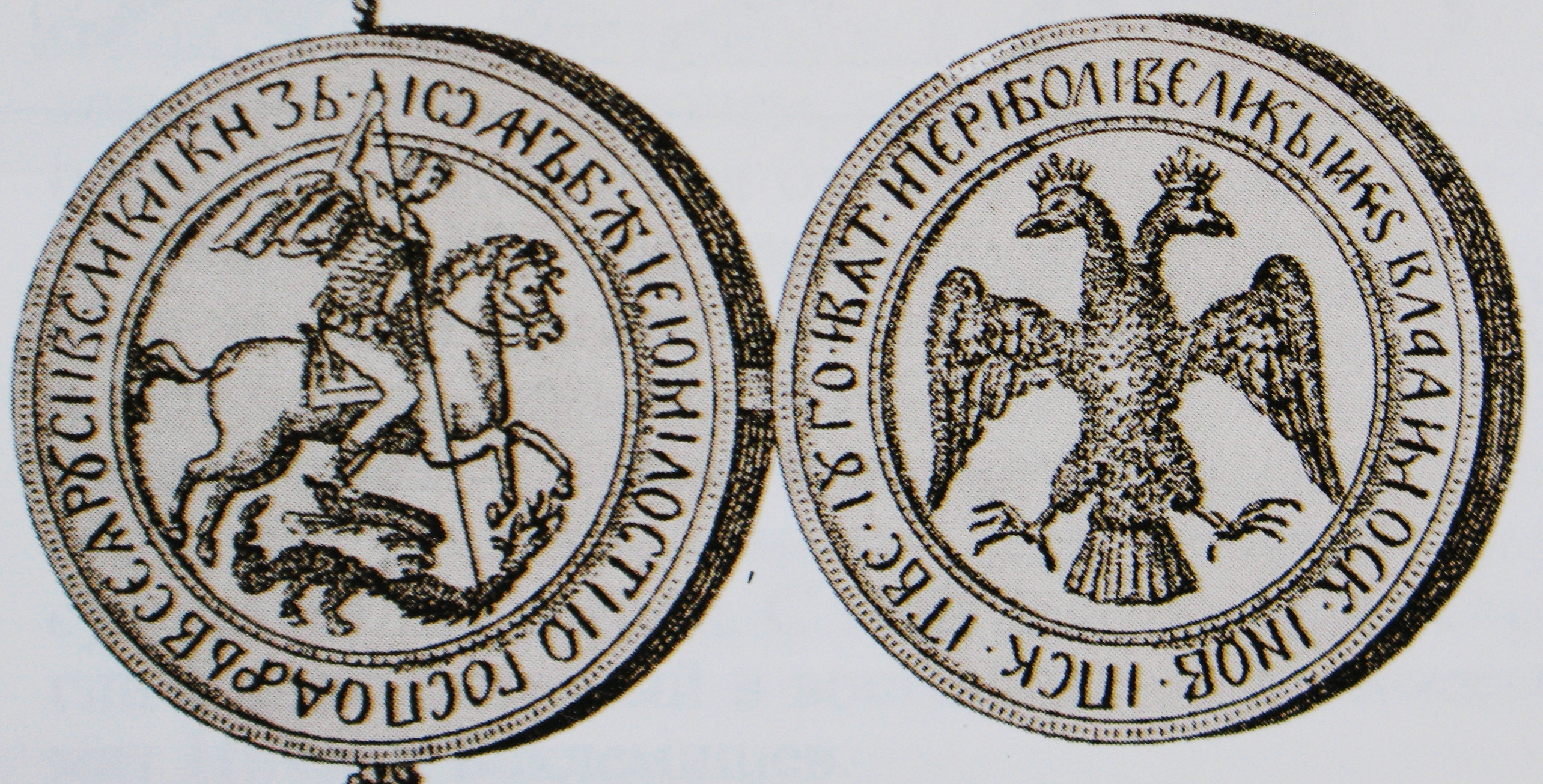

Першим «господарем (володарем) всієї Русі» (у всякому разі, першим, який випустив монету з таким написом) став Дмитро Шемяка, який до цього іменував себе просто «великий князь всієї Русі». Після Дмитра Шемяки титул «господар всієї Русі» носили (серед інших своїх титулів) Василь II Темний, Іван III Васильович, Василь III Іванович.

## У царський час
На ранніх монетах Івана Грозного був напис «князь великий Іван Васильович господар всія Русі». Після впровадження царського титулу слово «господар», а потім «государ» входило в титул російських царів, але вже більше ніколи не стояло впритул до слів «усієї Русі». Наприклад, повний титул государя Олексія Михайловича звучав так:
|  | «Божію милістю, Ми Великий Государ, Цар і Великий Князь Олексій Михайлович, всія Великої і Малої та Білої Русії Самодержець, Московський, Київський, Володимирський, Новгородський, Цар Казанський, Цар Астраханський, Цар Астраханський Пермський, Вятський, Болгарський та інших, Государ і Великий Князь Новагородських Низовських земель, Чернігівський, Рязанський, Ростовський, Ярославський, Білоозерський, Удорський, Обдорський, Кондинський і всієї Північні країни Повелитель, і Государ і Черкаських і Горських Князів та інших багатьом Держав і Землям Східним і Західним, і Північним Отчич і Дідич, і Спадкоємець, і Государ і Власник». |

У роботі Андраша Золтана показано, що написання «государ» вперше з'явилося в письмовому московському джерелі лише 1645 року. До цього були поширені лише написання (старовинними літерами) «господар», «осподар» та скорочення «гдрь». Багато перевидавців (від пізніх переписувачів літописів до професійних істориків) замість «гдрь» (господар) писали розшифровку «государю», що і стало причиною думки, ніби написання «государь» з'явилося раніше.
2018 року Д. Хотимський представив слово «господарствах» в титулі гравірованого плану Москви Гесселя Геррітса (Амстердам, бл. 1613) розглянувши в ньому, виконаному «вигадливою руською в'яззю», кириличну букву «П», яку на самому знаменитому плані старовинної Москви за півтора століття ніхто не помітив. Цьому плану, знайденому 1837 року серед паперів Петра I, було дано ім'я «Петрове креслення». Всі дослідники (М. Снегіров, М. Тихомиров і С. Клепіков, П. Гольденберг та багато інших), звертаючись до титульного напису плану Москви, відтвореної європейцем не пізніше 1613 року, бачили в ній слово «государствахъ», замість написаного «господарствахъ».